# Наумбург (Заале)
Наумбург (нім. Naumburg) — місто в Німеччині, розташоване в землі Саксонія-Ангальт. Адміністративний центр району Бургенланд.
Площа — 129,88 км2. Населення становить 31 815 ос. (станом на 31 грудня 2021).

## Уродженці
- Бруно Гільдебранд (1812—1878) — німецький економіст і статистик.
- Ернст Людвиг Ташенберг (1818—1898) — німецький ентомолог.